# Urtica atrovirens
Urtica atrovirens är en nässelväxtart som beskrevs av Esprit Requien och Jean Loiseleur-Deslongchamps. Urtica atrovirens ingår i släktet nässlor, och familjen nässelväxter. Inga underarter finns listade i Catalogue of Life.

## Bildgalleri

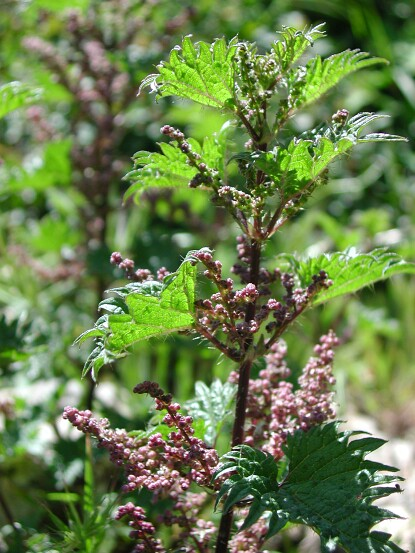
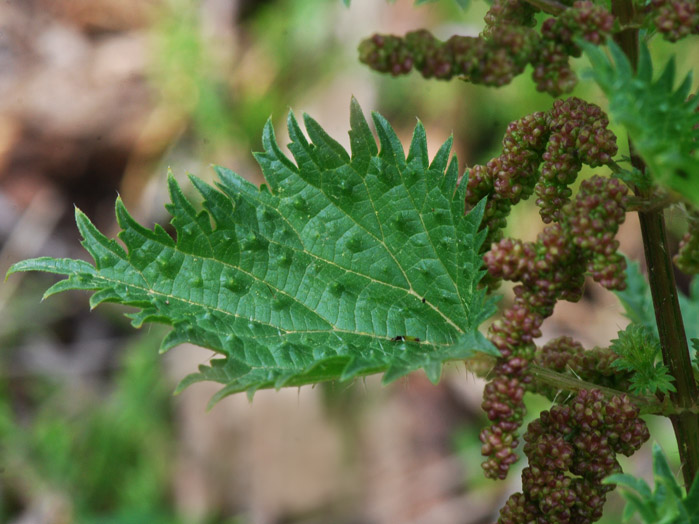
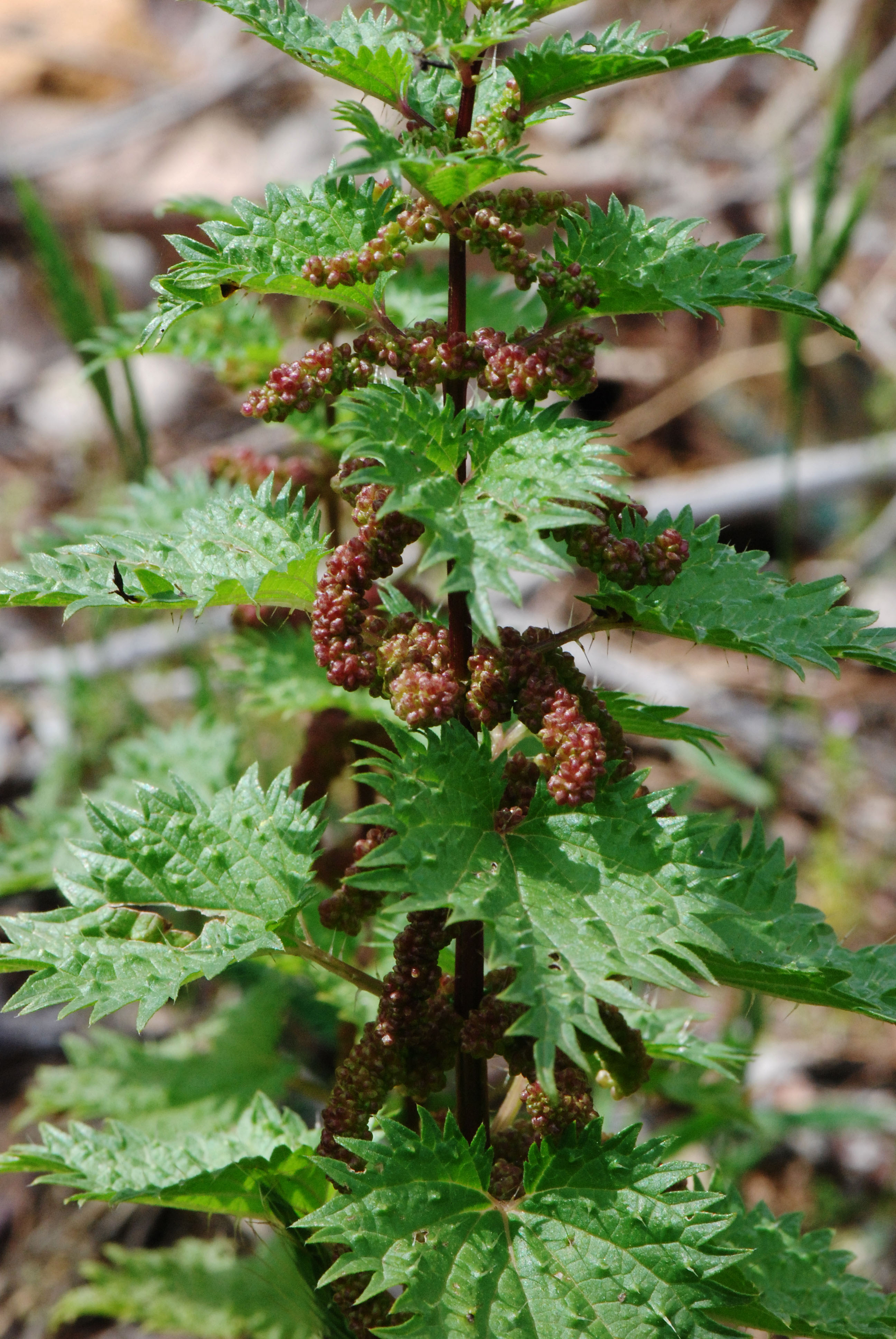
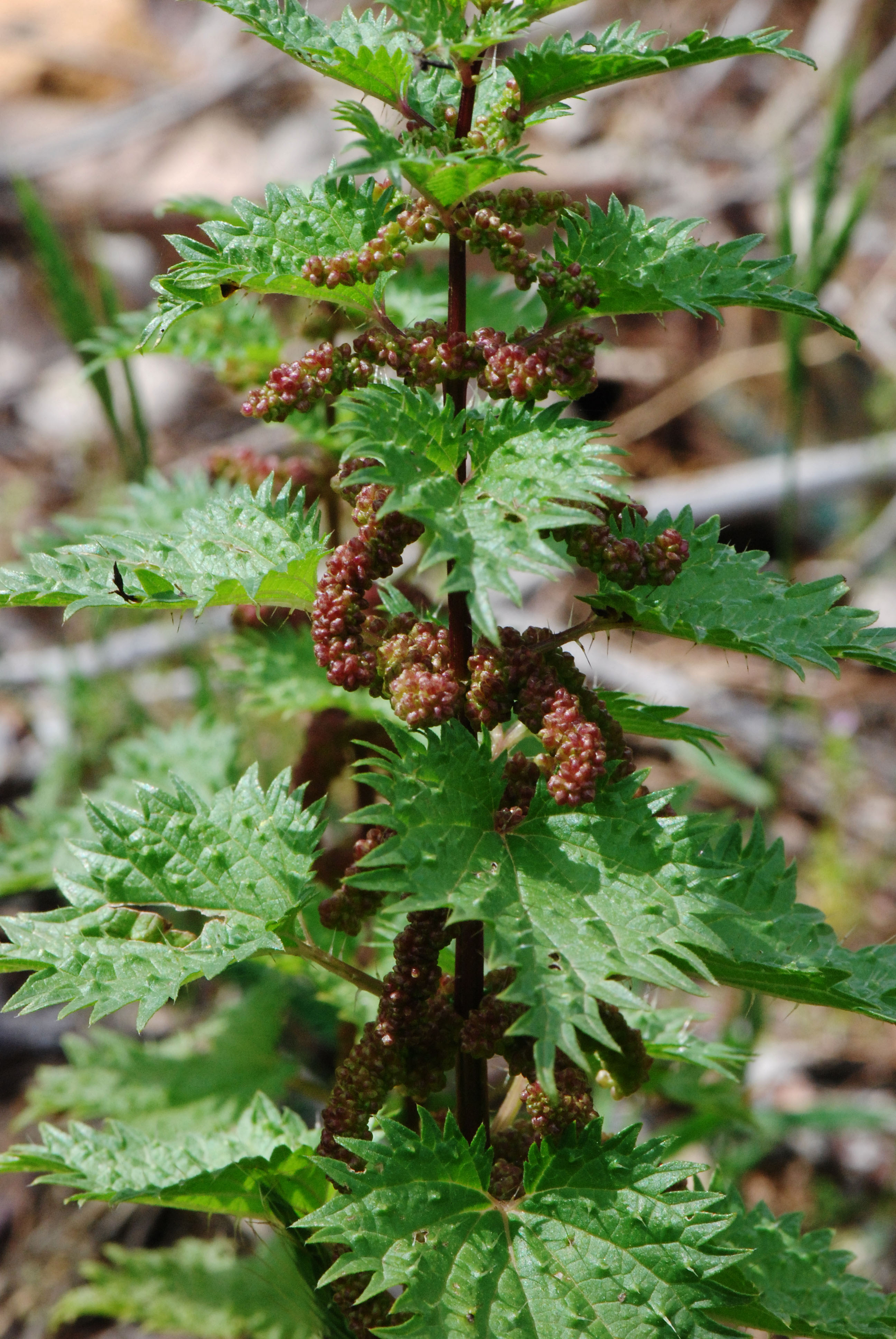